# Scytodes mawphlongensis
Scytodes mawphlongensis là một loài nhện trong họ Scytodidae.
Loài này thuộc chi Scytodes. Scytodes mawphlongensis được Benoy Krishna Tikader miêu tả năm 1966.